# Gangneung Hockey Centre
Gangneung Hockey Centre (kor. 강릉 하키 센터) – hala widowiskowo-sportowa w Gangneung, w Korei Południowej. Została wybudowana w latach 2014–2016. Może pomieścić 10 000 widzów. Znajduje się w obrębie kompleksu sportowego Gangneung Olympic Park. Była jedną z aren Zimowych Igrzysk Olimpijskich 2018.
Obiekt powstał w związku z organizacją Zimowych Igrzysk Olimpijskich 2018, jako część kompleksu sportowego Gangneung Olympic Park. Budowa hali rozpoczęła się w lipcu 2014 roku i zakończyła w listopadzie 2016 roku. Hala posiada trybuny na 10 000 widzów i przeznaczona jest głównie jako obiekt do gry w hokeja na lodzie. Tuż obok areny wybudowano także halę z lodowiskiem treningowym.
W dniach 2–8 kwietnia 2017 roku obiekt wraz z halą Catholic Kwandong University Gymnasium gościł rozgrywane symultanicznie hokejowe mistrzostwa świata Grupy A II Dywizji do lat 18 i mistrzostwa świata Grupy A II Dywizji kobiet. W lutym 2018 roku hala (również wespół z Catholic Kwandong University Gymnasium) gościła spotkania zawodów w hokeju na lodzie (zarówno turnieju kobiet, jak i mężczyzn) w ramach Zimowych Igrzysk Olimpijskich 2018, w tym mecze finałowe kobiecych i męskich rozgrywek. W marcu 2018 roku obiekt gościł zawody w hokeju na lodzie na siedząco w ramach Zimowych Igrzysk Paraolimpijskich 2018. Na przełomie stycznia i lutego 2020 roku w hali rozegrano wszystkie spotkania hokejowych mistrzostw świata juniorów Grupy B II Dywizji.